# 斯米亞奇 (諾夫哥羅德-謝韋爾斯基區)
52°7′56″N 33°11′31″E / 52.13222°N 33.19194°E
斯米亞奇（烏克蘭語：Смяч）是位於烏克蘭北部切爾尼希夫州裏諾夫霍羅德-錫韋爾斯基區的村莊，始建於1650年，面積1.51平方公里，海拔高度142米，2001年人口491，人口密度每平方公里325.2人。